# Evgueni Alexeïev
Pour les articles homonymes, voir Alexeïev.
Evgueni Borissovitch Alexeïev (en russe : Евгений Борисович Алексеев), né en 1946 et mort en 1987, est un botaniste soviétique russe qui a réalisé dans sa carrière scientifique plus de 250 identifications et classifications de nouvelles espèces de graminées dont un certain nombre a été publié dans le Bulletin de la Société des naturalistes de Moscou.

## Hommages
Parmi les plantes dénommées en son honneur, l'on peut citer :
- Festuca alekseevii Fern.Casas & M.Laínz
- Festuca alexeevii Tzvelev
- Typha alekseevii Mavrodiev